# Fallone-Nunatakker
Die Fallone-Nunatakker sind ein 16 km langer Gebirgszug aus Nunatakkern im westantarktischen Marie-Byrd-Land. Sie ragen 16 km nordöstlich der Harold Byrd Mountains zwischen dem Rand des Ross-Schelfeises an der Gould-Küste und dem Watson Escarpment auf.
Das Advisory Committee on Antarctic Names benannte sie 1967 nach Leutnant Paul R. Fallone Jr., Referent in der Kommandantur der Unterstützungseinheiten der  United States Navy in Antarktika im Jahr 1962.